# SS-Junkerschulen

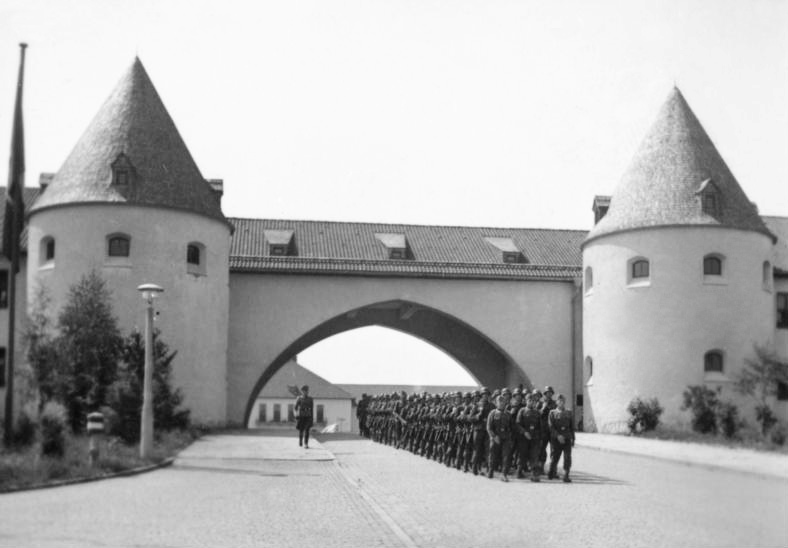
SS-Junkerschule i Bad Tölz, 1942

SS-Junkerschulen var tyska militärskolor under andra världskriget, där officerskandidater från Waffen-SS vidareutbildades till officerare. Cirka  15 000 officerskandidater utbildades vid ett flertal undervisningsanläggningar. En känd SS-Junkerschule fanns i Bad Tölz i Bayern. Skolans byggnader blev efter andra världskriget Flint-Kaserne för den amerikanska armén.